# 索马里歌百灵
索马里歌百灵（学名：Mirafra somalica），是百灵科歌百灵属的一种，为索马里的特有种。全球活动范围约为268,000平方千米。该物种的保护状况被评为无危。
索马里歌百灵的平均体重约为46.0克。栖息地为亚热带或热带的（低地）干草原。